# Kakapo Nunatak
Kakapo Nunatak är en nunatak i Antarktis. Den ligger i Östantarktis. Nya Zeeland gör anspråk på området. Toppen på Kakapo Nunatak är 1 200 meter över havet.
Terrängen runt Kakapo Nunatak är kuperad åt nordost, men åt sydväst är den bergig. Havet är nära Kakapo Nunatak åt nordost. Trakten är obefolkad. Det finns inga samhällen i närheten. 